# Catharina Buijs
Catharina Buijs (Amsterdam (?), 1714 – 1781) was een Nederlands cartograaf en uitgever.
Catharina Buijs was gehuwd met de Amsterdamse cartograaf en uitgever Johannes II van Keulen. Zij kregen twee zonen, Cornelis Buijs en Gerard Hulst van Keulen.
Na de dood van haar echtgenoot in 1755 zet Catharina Buijs het familiebedrijf voort, vanaf 1772 met haar zonen. Het bedrijf is een gerenommeerde uitgever en verkoper van zeeatlassen en -kaarten, stuurmansgidsen, boeken en tevens producent en distributeur van navigatie-instrumenten. 
Van 1755 tot aan haar dood in 1781 was Catharina Buijs officiële kaartenmaker van de Amsterdamse kamer van de Vereenigde Oostindische Compagnie.